# (612) Veronika
(612) Veronika – planetoida z pasa głównego asteroid okrążająca Słońce w ciągu 5 lat i 223 dni w średniej odległości 3,16 j.a. Została odkryta 8 października 1906 roku w Landessternwarte Heidelberg-Königstuhl w Heidelbergu przez Augusta Kopffa. Nazwa planetoidy pochodzi od niemieckiej wersji imienia Weronika (została zainspirowana literami oznaczenia asteroidy [1906 VN] w imieniu VeroNika). Przed jej nadaniem planetoida nosiła oznaczenie tymczasowe (612) 1906 VN.